# Gruffydd ap Gwenwynwyn
Gruffydd ap Gwenwynwyn (mort en 1286) est le seigneur du sud du Powys (Powys Wenwynwyn) de  l'été 1240 à 1274 lorsque son état est annexé parle royaume de Gwynedd puis de l'été 1277 à sa mort en 1286

## Origine
Gruffydd ap Gwenwynwyn est le fils de Gwenwynwyn ap Owain. Âgé d'un an lors de la mort de son père en exil, il est dépossédé de ses domaines par Llywelyn le Grand.

## Règne
Gruffydd ap Gwenwynwyn est restauré par Henri III d'Angleterre à l'été 1240 sous la condition d'une stricte vassalité.  Il doit de plus verser 300 marks pour recouvrer les domaines de son père dans le Sud-Powys en 1241. En 1244 il est l'un ds trois magnats gallois qui demeurent fidèle au roi après la mort accidentelle  de Gruffydd ap Llywelyn Fawr de Gwynedd lors de sa tentative d'évasion de la Tour de Londres. Il doit faire face à la colère de ses propres vassaux qui l'assiègent dans son château de Tafolwen avant qu'il ne soit dégagé par les forces anglaise. Gruffydd ap Gwenwynwyn gouverne de manière discontinue le sud du Powys la plupart du temps en opposition avec Llywelyn le Dernier qui l'exile en 1257, l'emprisonne en 1263 en exigeant qu'il reconnaisse désormais sa suzeraineté. Gruffydd ap Gwenwynwyn est de nouveau exilé en 1274 et, bien qu'il récupère ses domaines en 1277, ne les tient plus que de l'autorité du royaume d'Angleterre à qui il reste fidèle pendant les conflits de 1277 à 1283. À sa mort en 1286 il peut transmettre sans difficulté ses domaines à son fils aîné Owain, toutefois le Powys est définitivement intégré à la Couronne britannique comme une simple seigneurie..

## Postérité
Gruffydd ap Gwenwynwyn épouse Havise, une fille de John L'Estrange de Knockyn et de Lucy fille de Robert Tregoz, dont il a 
- Owain ap Gruffydd dit Owen de la Pole (en)  et trois autres fils[3].

## Sources
- (en) Mike Ashley, « Gruffydd  ap Gwenwynwyn  Lord of Powys » in The Mammoth Book of British Kings & Queens, éd. Robinson, Londres, 1998,  (ISBN 1-84119-096-9), p. 373.
- (en) Kari Maund The Welsh Kings: Warriors, warlords and princes. The history Press, Stroud 2006  (ISBN 9780752429731) « Gruffyd ap Gwenwynwyn  »p.  207, 211, 213-214, 216-219, 221,225, 227, 229-231.